# Wojnica swarożyca
Wojnica swarożyca – gatunek motyla z rodziny garbatkowatych. Zamieszkuje Palearktykę, od Półwyspu Iberyjskiego po Wyspy Japońskie. Gąsienice żerują w koronach starych dębów, rzadziej buków, grabów i brzóz. Osobniki dorosłe aktywne nocą.

## Taksonomia
Gatunek ten opisany został po raz pierwszy w 1775 roku przez Johana Christiana Fabriciusa pod nazwą Bombyx milhauseri. Jest gatunkiem typowym rodzaju  Harpyia.

## Morfologia

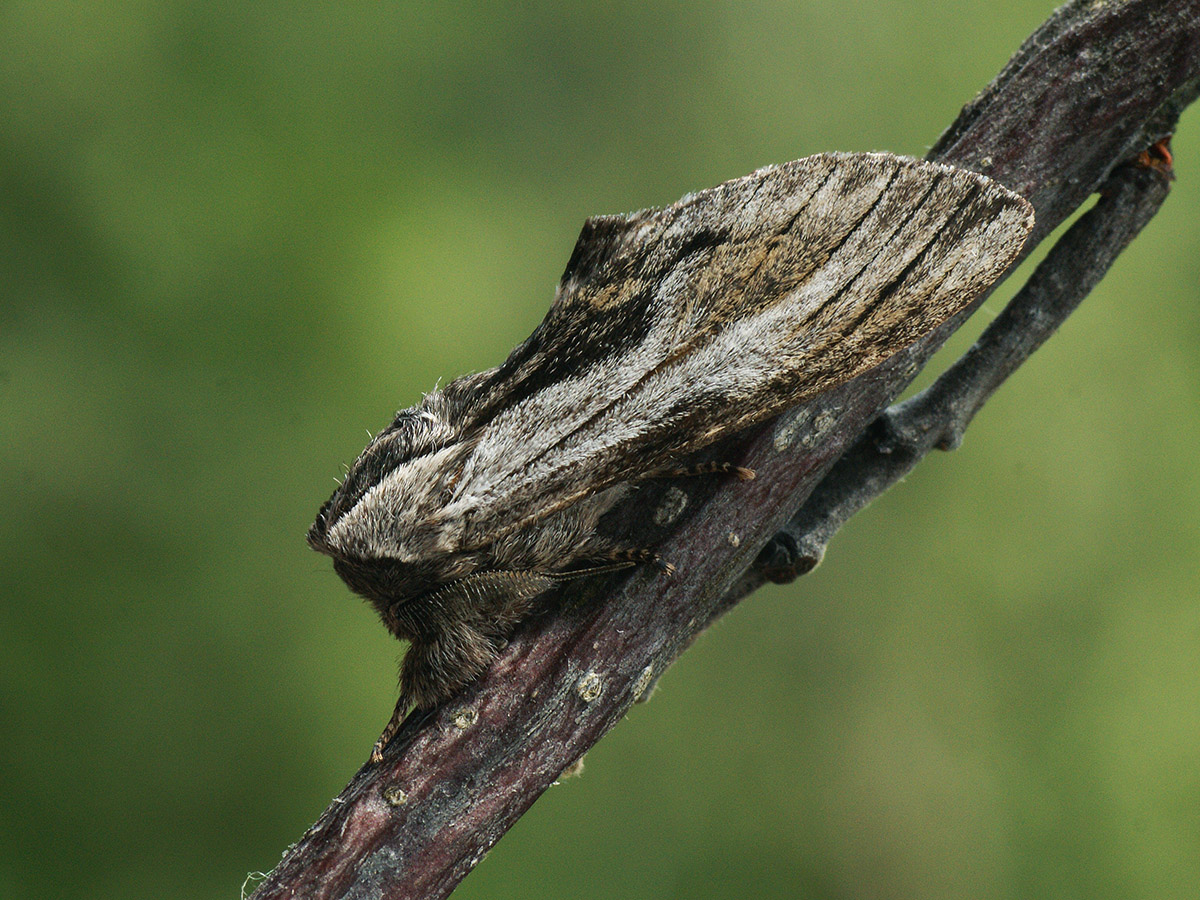
Samica w pozycji spoczynkowej zamaskowana na gałązce

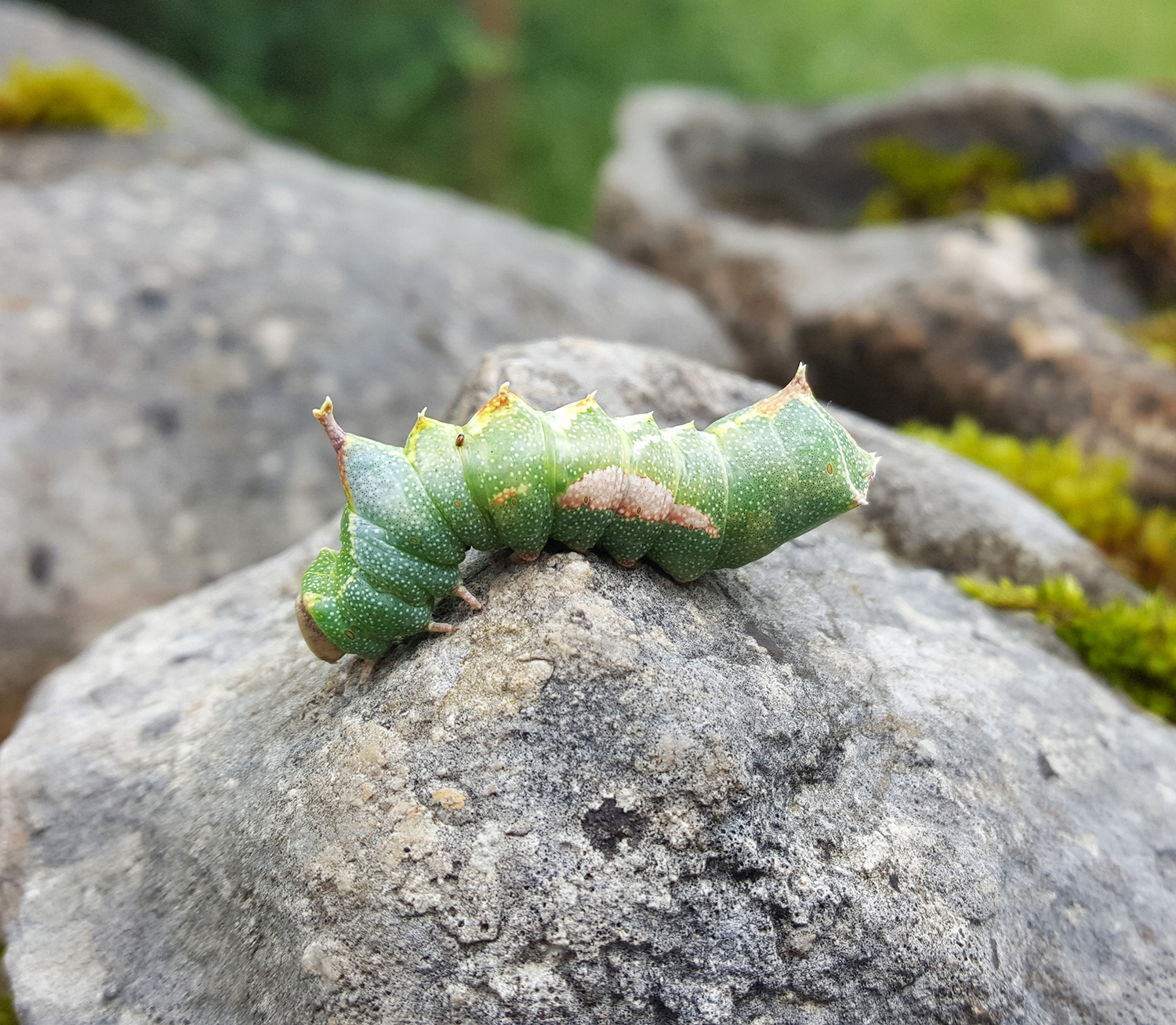
Wyrośnięta gąsienica

Motyl o krępym ciele i rozpiętości skrzydeł sięgającej od 45 do 53 mm. Głowa jest zaopatrzona w słabo owłosione oczy złożone, krótką ssawkę i małe głaszczki, natomiast pozbawiona jest przyoczek. Obustronnie grzebykowane czułki osiągają tylko ⅓ długości przedniego skrzydła. Samiec ma ząbki grzebieni czułków tak długie, że mają one formę pierzastą. U samicy ząbki te są krótsze. Wierzchołek czułków pozostaje u obu płci pozbawiony grzebykowania. Powierzchnię tułowia gęsto porasta owłosienie. Skrzydła obu par są długie i wąskie. Przednie skrzydła mają popielatoszare lub jasnoszare tło z różowobłękitnym odcieniem i dobrze widoczne dzięki czarnemu podkreśleniu żyłki. Na ich wzór składa się słabo widoczna żółtawoszara przepaska biegnąca po skosie w środkowej części skrzydła i obrzeżona wąskimi, nieco falującymi liniami barwy czarnej oraz dwie czarnopopielate plamy położone przy tylnym brzegu skrzydła po obu bokach owej przepaski. Zewnętrzna krawędź przedniego skrzydła jest lekko falista i ma ciemnobrunatne ubarwienie. Skrzydło tylnej pary ma białawe tło, ciemną krawędź zewnętrzną i dwie czarne lub czarnobrunatne plamy, z których duża leży w kącie tylnym, a mniejsza przed nią. Tylne odnóża mają jedną parę ostróg na goleniach. Gruby odwłok ma cylindryczny kształt.
Podstawowa barwa ciała gąsienicy jest w pierwszy stadium czarnobrązowa. Późniejsze stadia są coraz jaśniejsze. Ostatnie stadium ma tło zielone, a na nim różowe plamki.

## Ekologia i występowanie
Owad ten zasiedla przede wszystkim dąbrowy, rzadziej buczyny, inne lasy liściaste, mieszane i parki, ale z udziałem starych dębów lub buków. Gąsienice aktywne są od czerwca do lipca. Są foliofagami żerującymi na liściach starych dębów, a rzadko buków, grabów i brzóz. Wyrośnięte gąsienice schodzą na wysokość 1–2 m i tam wgryzają się w korę, po czym konstruują solidne kokony z drobin drewna, w których następuje przepoczwarczenie. Zimowanie odbywa się w stadium poczwarki. Imagines latają od maja do czerwca. Nie pobierają pokarmu. Aktywne są nocą. Przylatują do sztucznych źródeł światła.
Gatunek palearktyczny. W Europie znany jest z Portugalii, Hiszpanii, Andory, Wielkiej Brytanii, Francji, Belgii, Luksemburgu, Holandii, Niemiec, Szwajcarii, Liechtensteinu, Austrii, Włoch, Danii, Szwecji, Estonii, Łotwy, Litwy, Polski, Czech, Słowacji, Węgier, Białorusi, Ukrainy, Rumunii, Mołdawii, Bułgarii, Słowenii, Chorwacji, Bośni i Hercegowiny, Serbii, Czarnogóry, Albanii, Macedonii Północnej, Grecji oraz europejskich części Rosji i Turcji. Występuje na niektórych wyspach Morza Śródziemnego, w tym Korsyce, Sardynii, Sycylii i Cyprze. Dalej na wschód sięga do zachodnich Chin i Japonii. Ponadto znany jest z Afryki Północnej. Ogólnie jest owadem rzadko spotykanym.